# Ametralladora Browning M1917
La Browning Modelo 1917 fue una ametralladora pesada empleada por las Fuerzas Armadas estadounidenses en la Primera Guerra Mundial, la Segunda Guerra Mundial, la guerra de Corea y en cantidad limitada durante la guerra de Vietnam, así como por otros países. Era una ametralladora enfriada por agua que sirvió al lado de la más ligera Browning M1919 enfriada por aire. Era empleada a nivel de batallón y muchas veces montada a bordo de vehículos (como un Jeep). Esta ametralladora tiene dos principales variantes: la M1917 que fue empleada en la Primera Guerra Mundial y la M1917A1, que fue empleada posteriormente. La M1917 también fue empleada a bordo de algunos aviones, teniendo una cadencia de 450 disparos/minuto; la M1917A1 tenía una cadencia de 450-600 disparos/minuto.

## Diseño y desarrollo
En 1901, John Browning consiguió la patente Patente USPTO n.º 678937 para una ametralladora accionada por retroceso. Inicialmente, el diseño no atrajo la atención del ejército estadounidense. La Browning Modelo 1917 era esencialmente una versión actualizada de dicha ametralladora. La Browning M1917 es una ametralladora pesada refrigerada por agua y, aunque se probaron algunas versiones refrigeradas por aire; la M1919 era la más empleada. Al contrario de otras ametralladoras de la época, la M1917 no tenía relación alguna con el diseño de Maxim. Era mucho más ligera que armas similares, como la Maxim, la Maschinegewehr 08 alemana de 62 kg (con camisa de enfriamiento llena, montada sobre su trípode y cargada), así como algo más ligera Vickers, al mismo tiempo que era muy fiable. La única similitud es el empleo de la fuerza del retroceso para accionar el mecanismo de recarga. 
El Departamento de Pertrechos del Ejército estadounidense no se mostró en un inicio muy interesado en el diseño de Browning, pero tras la declaración de guerra en abril de 1917, Browning pudo obtener permiso para hacer una demostración. La primera demostración fue un éxito, pero el Ejército exigió una segunda demostración al poco tiempo. En la segunda, Browning disparó con su ametralladora dos ráfagas continuas de 20 000 cartuchos cada una sin sufrir un solo fallo. El Departamento de Pertrechos quedó impresionado, pero no estaba convencido de que una ametralladora producida en serie alcanzaría el mismo nivel de fiabilidad. Browning produjo una segunda ametralladora, con la cual disparó durante 48 minutos (más de 21 000 cartuchos) en una tercera demostración. Finalmente convencido, el Ejército estadounidense la adoptó como su principal ametralladora pesada, empleando el cartucho .30-06 Springfield con una bala de 150 granos y base plana. 
Hasta aquel momento, el Ejército estadounidense había empleado una variedad de ametralladoras antiguas como la Colt-Browning M1895 "Cosechadora de patatas" (que también había sido diseñada por Browning), la Maxim la Hotchkiss M1909 Benet-Mercie y la Hotchkiss M1914. Aunque la M1917 intencionaba ser la principal ametralladora pesada del Ejército estadounidense, de hecho éste se vio forzado a comprar varias ametralladoras extranjeras - la ametralladora francesa Hotchkiss M1914 con calibre 8 mm fue empleada en gran número por la Fuerza Expedicionaria Estadounidense. 
En 1926, el alza de la ametralladora Browning fue revisada para incluir distancias tanto para el nuevo cartucho M1 Ball (con bala de 172 granos y base troncónica) y el M1906 (con bala de 150 granos y base plana). Empleando el M1 Ball, la M1917 tenía un alcance máximo de unos 5029 m (5500 yardas); con el M2, unos 3200 m (3500 yardas). El alza era plegable, pudiendo emplearse desplegada tanto contra blancos terrestres como aéreos.

## Historial de servicio
La M1917 fue empleada limitadamente a finales de la Primera Guerra Mundial. Debido a demoras en la producción, solamente unas 1200 ametralladoras M1917 participaron en el conflicto y únicamente durante los últimos dos meses y medio de este. Solamente un tercio de las divisiones que fueron enviadas a Francia iban armadas con esta ametralladora; las demás iban equipadas con ametralladoras compradas a los franceses o Vickers fabricadas bajo licencia por la Colt en los Estados Unidos. En donde se empleó la M1917, su fiabilidad y cadencia de fuego la hicieron sumamente efectiva.

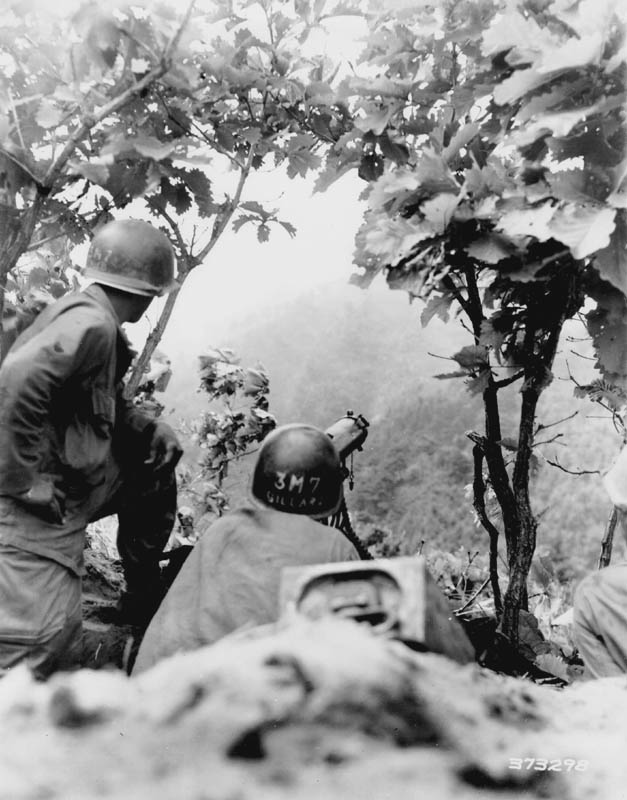
Una Browning M1917 en acción durante la guerra de Corea.

La ametralladora M1917A1 fue empleada nuevamente durante la Segunda Guerra Mundial, disparando los cartuchos trazadores y antiblindaje M2 Ball que habían sido introducidos poco tiempo antes del inicio del conflicto. Algunas fueron suministradas al Reino Unido calibradas para el cartucho .303 British (7,70 x 56 R) a fin de ser empleadas por la Home Guard, ya que toda la producción de ametralladoras Vickers calibre 7,70 mm (.303) estaba destinada a reemplazar las armas abandonadas durante la Caída de Francia. El peso y tamaño de la M1917 hacían que esta fuese empleada como arma defensiva fija o para apoyo de la infantería. Durante la encarnizada batalla del aeródromo de Momote, en las Islas del Almirantazgo, los ametralladoristas del 5.º Regimiento de Caballería mataron en una sola noche a varios cientos de soldados japoneses con sus Browning M1917; tras la batalla, una ametralladora fue dejada en su emplazamiento original como un recordatorio de la desesperada lucha.
La M1917 fue nuevamente empleada en la guerra de Corea. A finales de la década de 1960 fue lentamente reemplazada por la ametralladora M60, mucho más ligera y adaptable a la guerra moderna. El atributo de la M1917 y otras ametralladoras similares como la Vickers - fuego continuo desde una posición estática - ha llegado a considerarse inútil a causa de la aparición de la guerra de gran movilidad. Varias ametralladoras M1917 fueron regaladas a Vietnam del Sur. Esta ametralladora siguió siendo empleada en algunos ejércitos del Tercer Mundo hasta finales de la década de 1990.

## Variantes

### Variantes militares estadounidenses

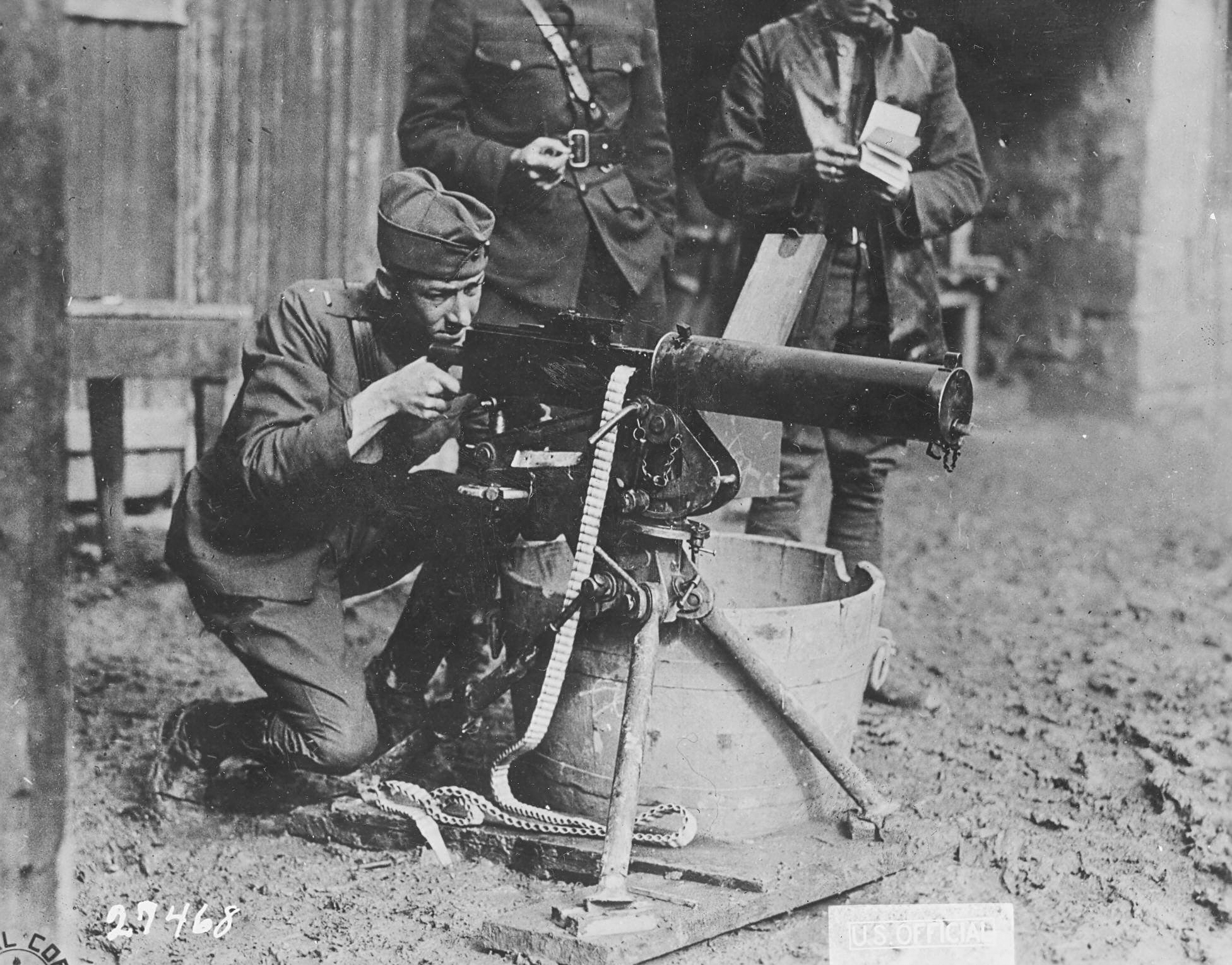
El teniente 2º Valmore A. Browning del Ejército de los Estados Unidos, disparando una ametralladora M1917. Esta ametralladora fue empleada en el Sector del Argonne y está siendo probada por el teniente Browning en Thillombois, Meuse, Francia, el 5 de octubre de 1918.

#### M1917A1
- Ametralladoras M1917 "repotenciadas" en el arsenal de Rock Island para aumentar su vida útil.

#### M1918
- Versión enfriada por aire de la M1917 para emplearse a bordo de aviones. Desarrollada durante la Primera Guerra Mundial, la M1918 apareció demasiado tarde pero se convirtió en la principal ametralladora estadounidense de su tipo hasta el desarrollo de la M1919.
- Tiene un cañón más pesado, pero una camisa de enfriamiento más ligera en comparación a la de la M1917.
- Se desarrolló una supuesta subvariante, la M1918A1, como versión flexible de la M1918 fija.

### Variantes internacionales y sus denominaciones
El diseño de la M1917 ha sido usado en varios países del mundo, bajo una variedad de formas. En ciertos casos, el país que la empleaba le aplicó una nueva denominación. 

#### Ksp m/36
- Denominación sueca para las ametralladoras M1917 calibre 6,5 mm empleadas para apoyo de infantería o las antiaéreas calibre 8 mm. A mediados de los 70, todas las ametralladoras fueron recalibradas para emplear cartuchos 7,62 x 51 OTAN.

#### Ckm wz.30
- Copia polaca de la M1917, calibrada para cartuchos 7,92 x 57 Mauser.

#### M/29

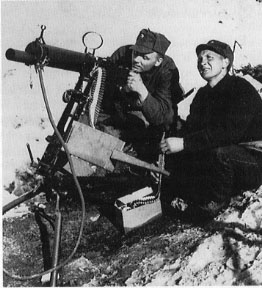
Ametralladora noruega M/29 sobre un ajuste antiaéreo durante las operaciones de Narvik en 1940.

- Denominación noruega para la Colt M1917 (mencionada en la siguiente sección) calibre 7,92 mm, empleada como ametralladora pesada y antiaérea estándar del Ejército noruego entre 1929 y 1940. La M/29 reemplazó a la ametralladora Hotchkiss M1914 en el Ejército noruego.[3] Un total de 1800 ametralladoras M/29 se hallaban en servicio con el Ejército noruego al momento de la invasión alemana del 9 de abril de 1940.[4] La M/29 tuvo un excelente desempeño durante la Campaña de Noruega, muchas veces siendo la única ametralladora pesada empleada por las tropas noruegas de primera línea.

### Variantes comerciales

#### Colt Modelo 1917 y Modelo 1928
- La Colt produjo ametralladoras M1917 comerciales, así como un buen número de ametralladoras ligeramente modificadas y denominadas Modelo 1928 bajo un contrato del Gobierno Argentino.
- La ametralladora Modelo 1928 tiene un seguro manual, un apagallamas Tipo A y soportes para instalar una mira panorámica.

#### Colt MG38, MG38B y MG38BT
- Son modelos derivados de la Colt M1928, para venta general.
- Las ametralladoras 38 y 38B eran enfriadas mediante agua con una camisa de enfriamiento que se enroscaba en el afuste, al contrario de la M1917 y la Colt Modelo 1928.
- La ametralladora 38BT tenía un cañón pesado corto enfriado por aire y era parecida a la Browning M1919A2, diseñada para emplearse a bordo de tanques.
- Las ametralladoras de la serie 38 poseen agarraderas tipo "mango de pala", que no aparecen en las demás ametralladoras M1917 ni en la mayoría de las ametralladoras M1919.

## Modelos derivados
Una versión simplificada y enfriada por aire, la Browning M1919, fue adoptada luego de la Primera Guerra Mundial y fue empleada en la Segunda Guerra Mundial, la guerra de Corea, la Crisis del Congo y la guerra de Vietnam. Todavía es empleada por varios ejércitos, pero más como arma montada en vehículos debido al empleo de ametralladoras medias como armas de apoyo a la infantería.

## Usuarios
- Estados Unidos
- Argentina
- México
- Noruega
- República Dominicana
- Suecia